# Pasi Pinang
Pasi Pinang is een bestuurslaag in het regentschap Aceh Barat van de provincie Atjeh, Indonesië. Pasi Pinang telt 526 inwoners (volkstelling 2010).